# Thelasis cebolleta
Thelasis cebolleta är en orkidéart som beskrevs av Johannes Jacobus Smith. Thelasis cebolleta ingår i släktet Thelasis och familjen orkidéer. Inga underarter finns listade i Catalogue of Life.